# Chaetostricha
Chaetostricha is een geslacht van vliesvleugeligen uit de familie van de Trichogrammatidae. De wetenschappelijke naam van dit geslacht is voor het eerst geldig gepubliceerd in 1851 door Walker.

## Soorten
Het geslacht Chaetostricha omvat de volgende soorten:
- Chaetostricha biclavata Lin, 1994
- Chaetostricha cirifuniculata Lin, 1994
- Chaetostricha denticuligera Lin, 1994
- Chaetostricha dimidiata Walker, 1851
- Chaetostricha doricha (Walker, 1839)
- Chaetostricha fumipennis (Yousuf & Shafee, 1988)
- Chaetostricha krygeri (Soyka, 1934)
- Chaetostricha magna (Girault, 1913)
- Chaetostricha magniclavata Yousuf & Shafee, 1988
- Chaetostricha mahensis (Kieffer, 1917)
- Chaetostricha minor (Silvestri, 1918)
- Chaetostricha miridiphaga Viggiani, 1971
- Chaetostricha mulierum (Girault, 1912)
- Chaetostricha nysiusae (Risbec, 1956)
- Chaetostricha particula (Girault, 1929)
- Chaetostricha silvestrii (Kryger, 1920)
- Chaetostricha similis (Silvestri, 1918)
- Chaetostricha slavianica Fursov, 2007
- Chaetostricha spinosus (Girault, 1931)
- Chaetostricha steineri (Nowicki, 1935)
- Chaetostricha terebrata (Yousuf & Shafee, 1985)
- Chaetostricha thanatophora Pinto, 1990
- Chaetostricha walkeri (Förster, 1851)